# Оршанський Леонід Володимирович
Оршанський Леонід Володимирович – доктор педагогічних наук, професор, завідувач кафедри технологічної та професійної освіти, заслужений професор Дрогобицького державного педагогічного університету імені Івана Франка.

## Життєпис
Народився 22 березня 1961 року в м. Дрогобич Львівської області.
Закінчив Дрогобицьку СШ № 3 (1976 р.), Дрогобицьке СПТУ № 15 (1980 р.), Дрогобицький державний педагогічний інститут імені І.Я. Франка (нині – Дрогобицький державний педагогічний університет імені Івана Франка) за спеціальністю «Загальнотехнічні дисципліни і праця» (1984 р., диплом з відзнакою). Кандидатську дисертацію на тему: «Трудове виховання підлітків у процесі позаурочних занять народними художніми промислами» за спеціальністю 13.00.01 «Теорія та історія педагогіки» захистив у спеціалізованій вченій раді Д 113.15.01 Науково-дослідного інституту педагогіки УРСР (1991 р.). Докторську дисертацію на тему: «Теоретико-методичні засади художньо-трудової підготовки майбутніх учителів трудового навчання» за спеціальністю 13.00.04 «Теорія та методика професійної освіти» захистив у спеціалізованій вченій раді Д 26.053.01 Національного педагогічного університету імені М.П. Драгоманова (2009 р.).
ТРУДОВА ДІЯЛЬНІСТЬ. У 1984 р. розпочав педагогічну діяльність вчителем трудового навчання Зимівківської восьмирічної школи Сколівського району Львівської області. З 1986 р. постійно працює у Дрогобицькому державному педагогічному університеті імені Івана Франка на посадах: молодшого наукового співробітника (1986 р.), лаборанта (1987 р.), стажиста-дослідника (1987 р.), викладача (1989 р.), старшого викладача (1992 р.), доцента (1996 р.), професора (2011 р.). Із 1995 р. – завідувач кафедри технологічної та професійної освіти. Нагороджений Почесними грамотами МОН України та НАПН України, відзнакою «Відмінник освіти України», медаллю НАПН України «Ушинський К.Д.», почесним знаком «За заслуги перед містом Дрогобич».
НАУКА. Зі студентської лави наукові інтереси пов’язані з обґрунтуванням теоретико-методичних засад художньо-трудової підготовки школярів і вчителів трудового навчання та технологій засобами народного декоративно-ужиткового мистецтва, що й зумовило вибір тем кандидатської і докторської дисертацій.
Організатор й активний учасник багатьох регіональних, всеукраїнських і міжнародних науково-практичних конференцій і семінарів. Керує кафедра-льною науковою темою «Теоретико-методичні засади підготовки майбутніх фахівців у галузі технологічної та професійної освіти до інноваційної педагогічної діяльності».
Автор і співавтор 240 наукових і навчально-методичних праць, з-поміж яких: 10 монографій, 38 підручників і навчально-методичних посібників (5-ти – надано гриф МОН України), 190 статей і тез у матеріалах наукових форумів; науковий консультант 1 докторської, науковий керівник 10 кандидатських дисертацій та 1 дисертації на здобуття наукового ступеня доктора філософії.
НАУКОВО-ОРГАНІЗАЦІЙНА ДІЯЛЬНІСТЬ. Член редакційних колегій фахового журналу «Трудова підготовка в рідній школі» (Київ) та періодичних фахових збірників наукових праць категорії «Б»: «Актуальні питання гуманітарних наук» (Дрогобич), «Мистецька освіта: зміст, технології, менеджмент».
Член спеціалізованої вченої ради із захисту докторських дисертацій в Дрогобицькому державному педагогічному університеті імені Івана Франка (Д 36.053.01) та разових спеціалізованих рад із захисту дисертацій на здобуття наукового ступеня доктор філософії.
Член науково-методичної комісії з предметної освіти та спорту 014 Середня освіта (технології) Науково-методичної ради з вищої освіти МОН України. Гарант освітньо-наукової програми зі спеціальності 015 «Професійна освіта» третього (освітньо-наукового) рівня вищої освіти.
Із 2014 р. член Спілки дизайнерів України (відділення «Дизайн-освіта»).